# Krusze-Łubnice
Krusze-Łubnice [pronunciación en polaco: /ˈkruʂɛ wubˈnit͡sɛ/] es un pueblo ubicado en el distrito administrativo de Gmina Kołaki Kościelne, dentro del Condado de Zambrów, Voivodato de Podlaquia, en el norte de Polonia oriental. Se encuentra aproximadamente a 7 kilómetros al noroeste de Kołaki Kościelne, a 11 kilómetros al noreste de Zambrów, y a 58 kilómetros al oeste de la capital regional Białystok.